# WR 102ea
WR 102ea là một ngôi sao dạng Wolf-Rayet với khối lượng 58 lần Khối lượng Mặt trời trong chòm sao Sagittarius.